# Picos (gemeente)
Picos is een gemeente in de Braziliaanse deelstaat Piauí. De gemeente telt 83.090 inwoners (schatting 2022). 

## Geografie

### Aangrenzende gemeenten
De gemeente grenst aan Dom Expedito Lopes, Geminiano, Ipiranga do Piauí, Itainópolis, Paquetá, Santa Cruz do Piauí, Santana do Piauí, São José do Piauí en Sussuapara.

### Hydrografie
De plaats ligt aan de rivier de Guaribas.

## Religie
De plaats is zetel van het rooms-katholieke bisdom Picos. 

## Verkeer en vervoer

### Wegen
De plaats ligt aan de radiale snelweg BR-020 tussen Brasilia en Fortaleza. Daarnaast ligt ze aan de hoofdwegen BR-020 (oost/zuid), BR-230/BR-316 (oost/west) en BR-407 (zuidoost), en de regionale wegen PI-238 (noordoost), PI-245 (zuid), PI-375, PI-376 (noord), PI-379 (zuid) en PI-460 (west).

### Bus
Aan de oostkant van de plaats ligt het busstation Terminal Rodoviário Zuza Baldoíno, ook bekend als Terminal Rodoviário de Picos.

### Luchtwegen
Ten westen van de plaats ligt de luchthaven Aeroporto de Picos.

## Geboren
- Rômulo Borges Monteiro (1990), voetballer